# Tyska F3-mästerskapet 1991
Tyska F3-mästerskapet 1991 vanns av Tom Kristensen.

## Delsegrare
| Datum        | Bana        | Vinnare           |
| ------------ | ----------- | ----------------- |
| 31 mars      | Zolder      | Tom Kristensen    |
| 14 april     | Hockenheim  | Wolfgang Kaufmann |
| 21 april     | Nürburgring | Klaus Panchyrz    |
| 5 maj        | Avus        | Peter Kox         |
| 2 juni       | Most        | Peter Kox         |
| 8 juni       | Wunstorf    | Wolfgang Kaufmann |
| 29 juni      | Norisring   | Marc Hessel       |
| 3 augusti    | Diepholz    | Marco Werner      |
| 18 augusti   | Nürburgring | Tom Kristensen    |
| 7 september  | Hockenheim  | Frank Krämer      |
| 28 september | Hockenheim  | Tom Kristensen    |

## Slutställning
| Plats | Förare         | Poäng |
| ----- | -------------- | ----- |
| 1     | Tom Kristensen | 136   |
| 2     | Marco Werner   | 101   |
| 3     | Marc Hessel    | 93    |
| 4     | Jörg Müller    | 85    |
| 5     | Frank Krämer   | 83    |
| 6     | Klaus Panchyrz | 68    |